# Lista de medalhistas olímpicos juvenis do tênis
Esta é a lista de medalhistas do tênis nos Jogos Olímpicos de Verão da Juventude.

## Por ano
| Legenda |
| ------- |
| Ouro    |
| Prata   |
| Bronze  |

| Ano  | Cidade-sede | Simples                  | Simples                  | Duplas                                    | Duplas                                        | Duplas                                |
| Ano  | Cidade-sede | Masculinos               | Femininos                | Masculinos                                | Femininos                                     | Mistos                                |
| ---- | ----------- | ------------------------ | ------------------------ | ----------------------------------------- | --------------------------------------------- | ------------------------------------- |
| 2014 | Nanjing     | POL Kamil Majchrzak      | CHN Xu Shilin            | BRA Orlando Luz BRA Marcelo Zormann       | UKR Anhelina Kalinina BLR Iryna Shymanovich   | SUI Jil Teichmann POL Jan Zieliński   |
| 2014 | Nanjing     | BRA Orlando Luz          | BLR Iryna Shymanovich    | RUS Karen Khachanov RUS Andrey Rublev     | RUS Darya Kasatkina RUS Anastasiya Komardina  | CHN Ye Qiuyu JPN Jumpei Yamasaki      |
| 2014 | Nanjing     | RUS Andrey Rublev        | LTU Akvilė Paražinskaitė | JPN Ryotaro Matsumura JPN Jumpei Yamasaki | LVA Jeļena Ostapenko LTU Akvilė Paražinskaitė | HUN Fanni Stollár POL Kamil Majchrzak |
| 2010 | Singapura   | COL Juan Sebastián Gómez | RUS Daria Gavrilova      | GBR Oliver Golding CZE Jiří Veselý        | CHN Tang Haochen CHN Zheng Saisai             |                                       |
| 2010 | Singapura   | IND Yuki Bhambri         | CHN Zheng Saisai         | RUS Victor Baluda RUS Mikhail Biryukov    | SVK Jana Čepelová SVK Chantal Škamlová        |                                       |
| 2010 | Singapura   | BIH Damir Džumhur        | SVK Jana Čepelová        | SVK Filip Horanský SVK Jozef Kovalík      | HUN Tímea Babos BEL An-Sophie Mestach         |                                       |

## Estatísticas

### Medalhas por país
| Ordem | País                     | Medalha de ouro | Medalha de prata | Medalha de bronze |   |
| ----- | ------------------------ | --------------- | ---------------- | ----------------- | - |
| 1     | ZZX Equipa mista         | 3               | 1                | 3                 | 7 |
| 2     | CHN China                | 2               | 1                |                   | 3 |
| 3     | RUS Rússia               | 1               | 3                | 1                 | 5 |
| 4     | BRA Brasil               | 1               | 1                |                   | 2 |
| 5     | COL Colômbia             | 1               |                  |                   | 1 |
|       | POL Polônia              | 1               |                  |                   | 1 |
| 7     | SVK Eslováquia           |                 | 1                | 2                 | 3 |
| 8     | BLR Bielorrússia         |                 | 1                |                   | 1 |
|       | IND Índia                |                 | 1                |                   | 1 |
| 10    | BIH Bósnia e Herzegovina |                 |                  | 1                 | 1 |
|       | JPN Japão                |                 |                  | 1                 | 1 |
|       | LTU Lituânia             |                 |                  | 1                 | 1 |

Obs: As medalhas das equipes mistas não foram contabilizadas individualmente paras as nações.

### Múltiplos medalhistas
| Ordem | País                     |   |   |   |   |
| ----- | ------------------------ | - | - | - | - |
| 1     | BRA Orlando Luz          | 1 | 1 | 0 | 2 |
|       | BLR Iryna Shymanovich    | 1 | 1 | 0 | 2 |
|       | CHN Zheng Saisai         | 1 | 1 | 0 | 2 |
| 4     | POL Kamil Majchrzak      | 1 | 0 | 1 | 2 |
| 5     | SVK Jana Čepelová        | 0 | 1 | 1 | 2 |
|       | RUS Andrey Rublev        | 0 | 1 | 1 | 2 |
|       | JPN Jumpei Yamasaki      | 0 | 1 | 1 | 2 |
| 8     | LTU Akvilė Paražinskaitė | 0 | 0 | 2 | 2 |